# دانرلي
دانرلي دي ديوس هينترهولز (من مواليد 18 أبريل 1973) هو لاعب كرة قدم برازيلي سابق لعب كحارس مرمى اشتهر بإسم دانرلي، ظهر لأول مرة مع منتخب البرازيل ضد هندوراس في مارس 1995، ولعب ثلاث مباريات إضافية خلال الفترة التي سبقت دورة الألعاب الأولمبية 1996. لم يظهر في أي مباراة أولمبية. حصل على العديد من الألقاب مع جريميو أبرزها كأس ليبرتادوريس عام 1995.
أصيب دانرلي في 16 يناير 2009 بعد أن سقطت الحافلة التي كان يستقلها من واد يبلغ ارتفاعه 130 قدمًا أثناء عودته من إحدى المباريات.